# وفاداری (فیلم)
وفاداری (انگلیسی: Fidelity) یک فیلم درام فرانسوی است که در سال ۲۰۰۰ میلادی منتشر شد.

## بازیگران
- سوفی مارسو
- پاسکال گرگوری
- گیوم کنه
- میشل سوبور
- ماگلی نوئل
- ادیت اسکوب
- مارینا آندز
- کساوری ژووافسکی